# Pollo alla King
Il pollo alla King (italianizzazione del termine franglais chicken à la King) è un piatto statunitense a base di carne di pollo a cubetti, sherry, funghi e verdure. Il piatto è ideale da consumare con pasta, riso o pane.

## Storia
L'invenzione del pollo alla King è contesa da più parti.
I proprietari del ristorante Delmonico's di New York dichiarano che esso fu ideato dallo chef Charles Ranhofer durante gli anni 1880 e che esso prenderebbe il nome dal giocatore di polo Foxhall Keene.
Secondo un'altra versione, il pollo alla King fu invece ideato nel 1881 nelle cucine del Claridge's Hotel di Londra, e prenderebbe il nome da James Keene, padre di Foxhall.
Una terza interpretazione vuole che il piatto fosse stato ideato nel 1898 all'interno del Brighton Beach Hotel dell'omonimo quartiere nuovaiorchese su iniziativa di George Greenwald Brighton, che lo avrebbe dedicato ad E. Clarke King II e alla moglie di quest'ultimo.
Qualcuno ritiene che il pollo alla King fosse stato ideato nel medesimo periodo nel Waldorf Astoria di New York.
Secondo altri, il pollo alla King sarebbe stato concepito sul finire dell'Ottocento da William "Bill" King, chef del Bellevue-Stratford Hotel di Filadelfia.
Il pollo alla King venne menzionato in un articolo del New York Times del 1893, mentre, nel 1900 e nel 1905, apparvero due delle primissime ricette dedicate all'alimento. Fannie Merritt Farmer menzionò la ricetta del chicken à la King a partire dall'edizione del 1906 del Cooking-School Cook Book. L'alimento ebbe una certa notorietà negli USA tra la metà e la fine del XX secolo, periodo in cui fungeva anche da companatico nei vol-au-vent.